# Tempête Cleopatra
Pour les articles homonymes, voir Cleopatra et Tempête (homonymie).
La tempête Cleopatra ou tempête Ruven est un cyclone extratropical de la mer Méditerranée ayant frappé la Sardaigne et dans une moindre mesure la Corse fin novembre 2013. En Sardaigne, les très fortes pluies sont à l'origine de nombreuses inondations ayant provoqué d'importantes destructions et 18 morts, amenant le gouvernement italien à décréter l'état d'urgence,.

## Évolution météorologique
La dépression, nommée Ruven par l'université libre de Berlin et Cleopatra en Italie, a traversé la mer Méditerranée d'ouest en est. Le système s'est développé sur des eaux ayant une température de surface de 19 à 20 °C, 0,5 °C au-dessus de la normale, et son centre était plus chaud de l'environnement. La pression centrale est descendue à 990 mb et des bandes orageuses ont causé un déluge sur les montagnes de Sardaigne. La tempête Cleopatra est une dépression hybride de type similaire à un cyclone subtropical méditerranéen.

## Conséquences

### Corse
Malgré la proximité de la dépression, aucun dégât n'a été rapporté dans la presse en Corse.

### Sardaigne et Italie
Selon Franco Gabrielli, directeur de la protection civile italienne, il est tombé 440 mm de pluie en Sardaigne en 24 heures du 18 au 19 novembre. Ceci représente la pluviométrie de six mois sur cette île. La région la plus touchée est celle d'Olbia où neuf personnes perdent la vie et une partie de la ville est inondée sous un à trois mètres d'eau ,. Parmi les victimes, il y a :
- Trois personnes d’une même famille mortes lorsqu’un pont routier s’est effondré sur leur véhicule ;
- Une mère et sa fille trouvées mortes dans une voiture emportée par les eaux ;
- Une voiture de police qui escortait une ambulance a été emportée par la pluie et les vents violents. Un des quatre policiers s'est noyé.

Le président de la région a aussi confirmé la découverte d’une famille de quatre personnes d’origine brésilienne, deux adultes et deux adolescents, noyés dans leur appartement en sous-sol à l’entrée de la ville d’Arzachena. Une femme de 64 ans s'est noyée dans sa maison du village d’Uras dans le sud-ouest de l’île. Son mari a été hospitalisé, victime d’hypothermie, et des centaines d’habitants ont passé la nuit dans une salle de sport du village. La province de Nuoro est elle aussi frappés par les inondations et deux personnes décèdent : homme a été tué par l’effondrement d’un autre pont et une femme âgée de 90 ans a été trouvée morte dans une maison inondée. Des centaines de personnes sont évacuées vers Arzachena et plusieurs routes se retrouvent sous les eaux ou bloquées par des glissements de terrain. La dépression s'est ensuite déplacé vers l'est et a frappé le sud du pays, en particulier les régions de Basilicate, des Pouilles et de la Calabre.